# 1. Amateurliga Schwarzwald-Bodensee 1968/69
Die 1. Amateurliga Schwarzwald-Bodensee 1968/69 war die neunte Spielzeit der gemeinsamen Spielklasse des Württembergischen Fußballverbandes und des Südbadischen Fußballverbandes. Es war zugleich die neunzehnte Saison der 1. Amateurliga Württemberg und der 1. Amateurliga Südbaden und die neunte Spielzeit, in der in Württemberg in den beiden Staffeln Nordwürttemberg und Schwarzwald-Bodensee und in Südbaden in den beiden Staffeln Südbaden und Schwarzwald-Bodensee gespielt wurde. Die Meisterschaft der Schwarzwald-Bodensee-Liga gewann der VfB Friedrichshafen, der anschließend in der Aufstiegsrunde zur Regionalliga Süd scheiterte.
Der FC 08 Tuttlingen, der SV Wannweil und der SV Gailingen stiegen in die 2. Amateurliga Württemberg ab.
Als Aufsteiger für die folgende Saison qualifizierten sich der SV 03 Tübingen, der SV Weingarten und der FC Konstanz (aus der 2. Amateurliga Südbaden-Süd).

## Abschlusstabelle
| Pl. | Verein               | Sp. | Tore  | Punkte |
| --- | -------------------- | --- | ----- | ------ |
| 01. | VfB Friedrichshafen  | 30  | 64:51 | 40:20  |
| 02. | SV Kressbronn        | 30  | 60:40 | 39:21  |
| 03. | SC Schwenningen      | 30  | 55:34 | 38:22  |
| 04. | SSV Reutlingen Amat. | 30  | 56:36 | 38:22  |
| 05. | TG Biberach          | 30  | 54:37 | 36:24  |
| 06. | FV Ebingen           | 30  | 61:44 | 35:25  |
| 07. | Wacker Biberach      | 30  | 65:40 | 31:29  |
| 08. | FC Singen 04         | 30  | 32:40 | 31:29  |
| 09. | FV Ravensburg (N)    | 30  | 57:56 | 28:32  |
| 10. | SpVgg Lindau         | 30  | 59:62 | 28:32  |
| 11. | FC Gottmadingen      | 30  | 41:44 | 28:32  |
| 12. | FC Tailfingen        | 30  | 46:47 | 27:33  |
| 13. | FC Wangen 05 (M)     | 30  | 33:37 | 26:34  |
| 14. | FC 08 Tuttlingen     | 30  | 40:45 | 24:36  |
| 15. | SV Wannweil (N)      | 30  | 30:55 | 20:40  |
| 16. | SV Gailingen (N)     | 30  | 32:97 | 11:49  |

| (M) | 1. Amateurligameister Schwarzwald-Bodensee 1967/68 |
| (N) | Aufsteiger aus den 2. Amateurligen 1968/69         |